# مطار الشرناق
مطار الشرناق أو مطار شرف الدين الجي (إياتا: NKT، إيكاو: LCTV) (بالتركية Şırnak Şerafettin Elçi Havalimanı) هو مطار عام قرب مدينة الجزيرة وهي مدينة في ولاية الشرناق في تركيا. المطار فتح للاستخدام العام والمدني في 26 تموز 2013, المطار يبعد عن مدينة الشرناق 60كم (37 ميل), وكما يعتبر اقرب مطار في تركيا للمثلث الحدودي التركي العراقي السوري, و قد سمي على أسم السياسي المحلي شرف الدين الجي (1938-2012).

## الخطوط الجوية والرحلات
هناك رحلات مباشرة من مطار أنقرة الدولي و مطار أتاتورك ومطار صبيحة في إسطنبول, و تقوم شركة الخطوط الجوية التركية أو شركة أناضول جت التابعة لها بتسيير رحلات خلال أيام الاسبوع.

## شرف الدين الجي
كان شرف الدين إلشي (14 مارس 1938 - 25 ديسمبر 2012) محامي فكري وسياسي ووزير حكومي ورجل دولة في تركيا. كان واحدا من رواد السياسة الكردية في تركيا, ولد في جزيرة ابن عمر (الجزيرة) في ولايا الشرناق ونشاء هناك.

## روابط خارجية
باللغة الإنكليزية
- http://www.ucuyorum.com/showthread.php?577-ÅIRNAK-HavaalanÄ±-Projesi/page3%5Bوصلة+مكسورة%5D
- http://www.dhmi.gov.tr/haberler.aspx?HaberID=1729
- http://www.hurriyetdailynews.com/sirnak-airport-set-to-open-in-four-months.aspx?pageID=238&nid=27310
- http://siyaset.milliyet.com.tr/baris-elci-si-havaalani/siyaset/detay/1736046/default.htm?ref=OtherNews

## مراجع

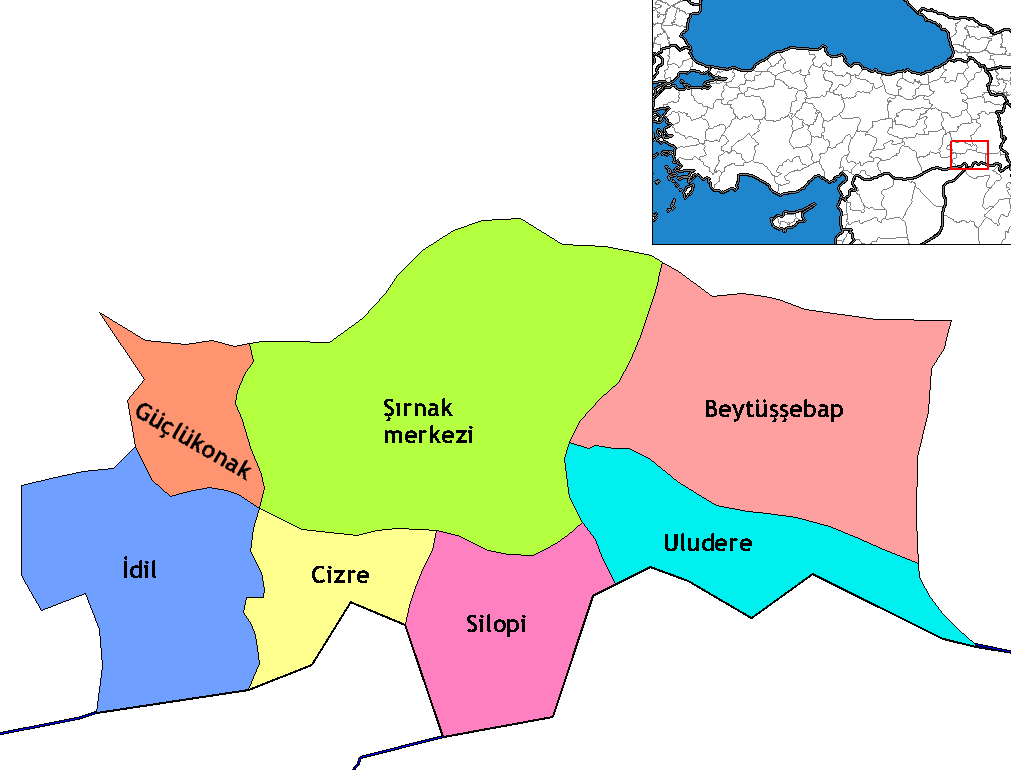
موقع مطار الشرناق